# Leucothyreus kirbyanus
Leucothyreus kirbyanus är en skalbaggsart som beskrevs av Macleay 1819. Leucothyreus kirbyanus ingår i släktet Leucothyreus och familjen Rutelidae. Inga underarter finns listade i Catalogue of Life.